# Paguristes calliopsis
Paguristes calliopsis är en kräftdjursart. Paguristes calliopsis ingår i släktet Paguristes och familjen Diogenidae. Inga underarter finns listade i Catalogue of Life.